# Françoise Bozon
Pour les articles homonymes, voir Bozon.
Françoise Bozon, née le 24 février 1963 à Chamonix, est une skieuse alpine française. 

## Biographie
Début février 1982, Françoise Bozon participe aux championnats du monde à Schladming. Elle y prend la 21e place de la descente et la 23e du combiné (après avoir terminé 10e de la descente du combiné). A la fin de même mois, elle décroche ses deux premiers top-15 en coupe du monde en se classant 15e des deux descentes d'Arosa. Fin mars elle prend la 12e place du géant de coupe du monde de San Sicario. Cette même année elle est sacrée Championne de France du combiné.
Le 15 décembre 1982, elle obtient son meilleur résultat en coupe du monde en prenant la 5e place de la descente de San Sicario.
En janvier 1984, elle décroche un second top-10 en coupe du monde en se classant 8e de la descente de Verbier.
Après sa carrière sportive elle devient entraineur du club des sports de Chamonix, et monitrice de ski.

## Palmarès

### Championnats du monde
| Édition / Epreuve        | Descente | Combiné |
| Mondiaux 1982 Schladming | 21e      | 23e     |

### Coupe du monde
- Meilleur classement au Général : 53e en 1983 avec 13 points
- Meilleur classement de Descente : 26e en 1983 avec 11 points
- Meilleur classement de Géant : 35e en 1982 avec 2 points
- Meilleur classement de Combiné : 28e en 1984 avec 5 points

3 tops-10 et 7 tops-15 :
- Meilleur résultat sur une épreuve de Coupe du monde de Descente : 5e à San Sicario le 15 décembre 1982 [4]
- Meilleur résultat sur une épreuve de Coupe du monde de Géant : 12e à San Sicario le 25 mars 1982
- Meilleur résultat sur une épreuve de Coupe du monde de Combiné : 11e à Saint-Gervais le 29 janvier 1984

#### Classements
| Saison / Épreuve | Saison / Épreuve | Général | Général | Descente | Descente | Géant  | Géant  | Combiné | Combiné |
| ---------------- | ---------------- | ------- | ------- | -------- | -------- | ------ | ------ | ------- | ------- |
| Saison / Épreuve | Saison / Épreuve | Class.  | Points  | Class.   | Points   | Class. | Points | Class.  | Points  |
| 1982             | 1982             | 69e     | 6       | 35e      | 2        | 35e    | 4      | -       | -       |
| 1983             | 1983             | 53e     | 13      | 26e      | 11       | -      | -      | 30e     | 2       |
| 1983             | 1983             | 58e     | 13      | 30e      | 8        | -      | -      | 28e     | 5       |

### Championnats de France

#### Elite
| Édition / Epreuve                               | Descente | Géant | Combiné |
| ----------------------------------------------- | -------- | ----- | ------- |
| Championnats 1980 Les Orres                     | 5e       | -     | -       |
| Championnats 1982 Tignes / Valberg / La Rosière | 6e       | 6e    | Or      |
| Championnats 1986 Les-Sept-Laux                 | 6e       | -     | -       |